# Druga ženska sklanjatev
| 2. ženska sklanjatev |         |          |         |
| Sklon\Število        | Ednina  | Dvojina  | Množina |
| Imenovalnik          | luč     | luči     | luči    |
| Rodilnik             | luči    | luči     | luči    |
| Dajalnik             | luči    | lučema   | lučem   |
| Tožilnik             | luč     | luči     | luči    |
| Mestnik              | o luči  | o lučeh  | o lučeh |
| Orodnik              | z lučjo | z lučema | z lučmi |

Po drugi ženski sklanjatvi sklanjamo samostalnike ženskega spola, ki imajo v rodilniku ednine končnico -i (npr. perut, luč).

## Posebnosti
- Vrivanje -i- pred končnice -jo, -ma in -mi (npr. z mislijo, z mislima, z mislimi).
- Med nezvočnik in zvočnik se v imenovalniku in tožilniku ednine vriva polglasnik (npr. misel misli), ki ga v drugih sklonih izpuščamo.

## Naglaševanje
Pri tej sklanjatvi imamo vse štiri tipe naglaševanja:
- nepremični naglas (perút – perúti);
- nekaj samostalnikov ima premični naglas (zíbel – zibéli);
- končniško naglaševanje pri samostalniku debèr (debèr – debrí);
- mešani naglas, ki je zelo pogost (stvár – stvarí).